# NGC 5036
NGC 5036 est une galaxie lenticulaire située dans la constellation de la Vierge. Sa vitesse par rapport au fond diffus cosmologique est de 7 035 ± 68 km/s, ce qui correspond à une distance de Hubble de 103,8 ± 7,3 Mpc (∼339 millions d'al). NGC 5036 a été découverte par l'astronome américain Francis Leavenworth en 1887.